# Skorpiontoxin
Ein Skorpiontoxin ist ein Toxin, das von Skorpionen gebildet wird.

## Eigenschaften
Skorpiontoxine sind Neurotoxine und Peptide. Sie bestehen aus etwa 40 bis 65 Aminosäuren und werden in kurze (mit meist drei Disulfidbrücken) und lange Skorpiontoxine (mit vier Disulfidbrücken) eingeteilt. Sie binden an Ionenkanäle wie z. B. Natrium- und Kaliumkanäle. Entweder wird die Selbstinaktivierung des Ionenkanals gehemmt, wodurch er dauerhaft geöffnet bleibt oder die Pore des Ionenkanals blockiert. Skorpiontoxine sind strukturell ähnlich zu den von Insekten gebildeten Defensinen.
Natriumkanal-bindende Skorpiontoxine werden in die Gruppen α- und β-NaTx eingeteilt. Sie bestehen aus einer α-Helix und einem β-Faltblatt aus drei antiparallelen Strängen, die über mindestens zwei Disulfidbrücken miteinander verbunden sind. Kaliumkanal-bindende Skorpiontoxine werden in die Gruppen α-, β- und γ-KTx eingeteilt.
Beispiele für Skorpiontoxine sind Agitoxin 1, Agitoxin 2, Agitoxin 3, Altitoxin, Birtoxin, Bestoxin, BoPKTX, Toxin BoP1, Toxin BoP2, Bukatoxin, Butantoxin, Dortoxin, die Bactridine, Chlorotoxin, Charybdotoxin a und Charybdotoxin b, Kappa-Hefutoxin 1 und Kappa-Hefutoxin 2, Iberiotoxin, Kaliotoxin 1, Kaliotoxin 2, Kurtoxin, Limbatustoxin, Margatoxin, Maurotoxin, Noxiustoxin, Scyllatoxin, Slotoxin, Tityustoxine sowie Scorpin.
Skorpiontoxine werden zur Behandlung von Gendefekten in Ionenkanälen und anderen Erkrankungen mit Beteiligung von Ionenkanälen untersucht.